# Dragana Tripković
Dragana Tripković (Cetinje, 1984.), crnogorska književnica.

## Životopis
Završila je studij dramaturgije na Fakultetu dramskih umjetnosti na Cetinju, u klasi prof. Stevana Koprivice. Jedna je od osnivača i direktorica Alternativne teatarske aktivne kompanije - ATAK. Radila je kao dramaturg u Crnogorskom narodnom kazalištu. Objavljene su joj i izvedene drame "Biljke za kraj" i "Smjena". Objavila je zbirke poezije "Prevarena duša" (2000.), "Ljubav je kad odeš" (2005.), drugo izdanje (2006.), "Pjesme" (2008.), "Stihovi od pijeska" (2014.). Pjesme su joj prevođene na engleski, ruski, poljski, njemački, talijanski, letonski i albanski jezik. Njenu pjesmu "Providna porodica" komponirao je poznati letonski kompozitor Juris Abols, a izveo je Nacionalni zbor Letonije, pod dirigentskom palicom Marisa Sirmaisa, kao dio programa "Riga – Europska prijestolnica kulture 2014." 
Dobitnica je dvije nagrade fondacije "Anna Lindh" za kratku priču 2012. i 2013. godine. Koautorka je dramskog komada "Poglavlja 23 i 24" izvedenog na Festivalu internacionalnog aternativnog kazališta FIAT- 2013. u Podgorici. Drama "Smjena" izvedena je u okviru projekta "19. decembar – dan poslije" u Tvornici raketa u Podgorici u produkciji ATAK-a. Jedna je od autora kazališnog i filmskog projekta "Slijepi" izvedenog na Vojnom aerodromu Golubovci, 2014. godine, u produkciji ATAK-a. Surađuje s brojnim časopisima za književnost u zemlji i inozemstvu. Radila je kao novinar i kazališni i filmski kritičar u crnogorskim dnevnim listovima i magazinima. Članica je Savjeta Radio televizije Crne Gore od 2014. godine.
Poeziju objavljuje u časopisu za književnost, kulturu i društvena pitanja "Ars", časopisima za kulturu "Plima Plus", "Quest" i "Sarajevskim sveskama" i drugim. Poezija Dragane Tripković dio je brojnih antologija suvremenog crnogorskog i europskog pjesništva. 
Zbirke poezije:
- Prevarena duša (2000.)
- Ljubav je kad odeš (2005.)
- Pjesme (2008.)
- Stihovi od pijeska (2014.)